# Micromartinia mnemusalis
Micromartinia mnemusalis là một loài bướm đêm trong họ Crambidae.